# One Financial Plaza
One Financial Plaza – wieżowiec w Providence, w stanie Rhode Island, w Stanach Zjednoczonych, o wysokości 125 m. Budynek został otwarty w 1973 i liczy 30 kondygnacji.